# Hickmanapis
Hickmanapis là một chi nhện trong họ Anapidae.